# Triassico italiano
Il sistema Triassico è ben rappresentato in Italia, con vaste aree di affioramento nella catena alpina e affioramenti più limitati e discontinui in Appennino e nelle isole. Si tratta di depositi per la maggior parte di origine marina o transizionale, con l'eccezione della Sardegna e delle Alpi Occidentali, originariamente appartenenti ad un altro contesto paleogeografico, in cui si hanno facies in parte continentali.
Il periodo Triassico è tradizionalmente ripartito in tre sottoperiodi, derivanti dalla classica suddivisione del Triassico in Germania, ove questo sistema è stato studiato in dettaglio per la prima volta, alla fine del diciannovesimo secolo.
Si richiama di seguito lo schema geocronologico del Triassico, con i piani stratigrafici competenti a ciascun sottoperiodo e le relative regioni tipo (le aree in cui i piani sono stati studiati e sviluppati).
- Triassico Superiore
  - Retico (regione tipo: Catena del Rätikon, Austria)
  - Norico (regione tipo: Alpi Noriche, Austria e Italia)
  - Carnico (regione tipo: Alpi Carniche, Austria e Italia)
- Triassico Medio
  - Ladinico (regione tipo: Dolomiti, Italia)
  - Anisico (regione tipo: Valle dell'Enns, Austria)
- Triassico Inferiore
  - Scitico (regione tipo: Scizia, Russia)

Questo schema è stato elaborato, come si vede,  per la maggior parte nella regione alpina (e in gran parte in territorio italiano), dove la prevalenza delle facies marine e la ricchezza di fossili diagnostici dal punto di vista biostratigrafico permettevano una buona datazione e buone possibilità di correlazione con altre aree a livello europeo e mondiale.
Inoltre, in quest'area il Triassico è caratterizzato da un'estrema varietà di facies sedimentaria, con frequenti transizioni laterali da depositi marino-marginali o di piattaforma carbonatica a depositi bacinali. Sedimenti di diverso ambiente sono caratterizzati da un diverso contenuto faunistico e quindi dalla presenza di diversi fossili guida: quindi la possibilità di rinvenire successioni fossilifere adiacenti e isocrone (della stessa età) permette la calibrazione delle diverse scale biostratigrafiche (per esempio, la scala ad Ammoniti e quella a Brachiopodi).
Da ciò si comprende l'importanza e il particolare interesse degli affioramenti triassici italiani, che tanto hanno concorso alla comprensione di questo periodo della storia della Terra e sono tuttora oggetto di analisi dettagliata da parte di studiosi di tutto il mondo.

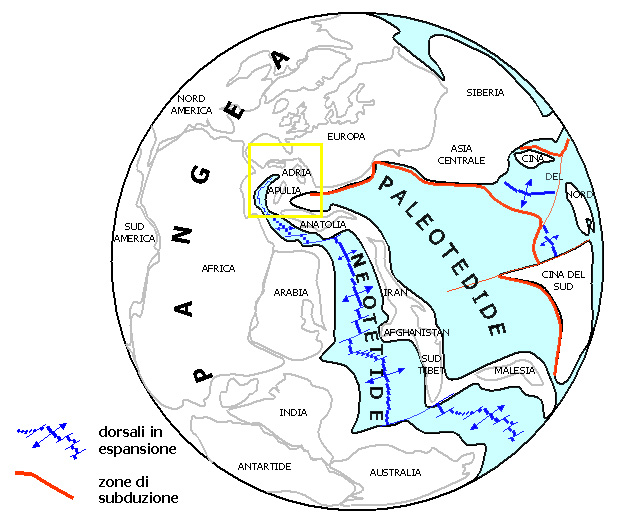
Rappresentazione della Terra all'inizio del Triassico. È visibile la presenza di un supercontinente, la Pangea, che comprendeva la maggior parte delle masse continentali odierne, e l'oceano tetideo suddiviso in Neotetide (con crosta oceanica in espansione) e Paleotetide (originatasi nel Paleozoico e ora in fase di chiusura), bordata a nord e a est da zone di subduzione attiva della crosta oceanica sotto la placca continentale euro-asiatica. Stampfli e Borel, 2002. Modificato.

## Contesto geodinamico
La prima delle immagini a lato rappresenta la distribuzione delle masse continentali all'inizio del Triassico.

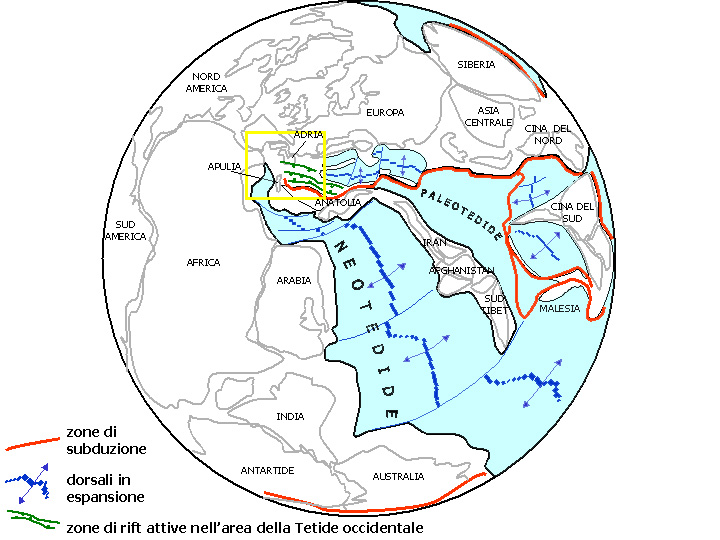
Rappresentazione della Terra al passaggio Ladinico-Carnico. Prosegue l'espansione della Neotetide e le micro-placche cimmeriche si avvicinano al margine settentrionale della Paleotetide, ormai molto ridotta. La subduzione di crosta oceanica al margine occidentale della Paleotetide è probabilmente all'origine di un vulcanismo di arco nell'area delle attuali Alpi Meridionali. Nel settore nord-occidentale della Tetide si individuano nuovi piccoli bacini oceanici in fase di espansione. Un sistema di rift attivo interessa l'area corrispondente alla micro-placca Adria almeno dal Triassico Medio. Stampfli e Borel, 2002. Modificato.

È evidente il raggruppamento della maggior parte delle terre emerse in un unico supercontinente, la Pangea. L'enorme area oceanica a forma di V in gran parte racchiusa dal Pangea e decorrente approssimativamente lungo la fascia equatoriale del pianeta è la Tetide. All'inizio del Trias, una parte di questo oceano, la Paleotetide, è in fase di chiusura, delimitata a nord e a est da zone di subduzione, mentre nuova crosta oceanica si crea a sud, determinando l'espansione della Neotetide. L'oceano neo-tetideo si è originato da un rift che interessò nel Permiano la parte settentrionale del Sud Pangea (attuali blocchi arabo-africano, India, Antartide e Australia) determinando la separazione di una serie di micro-placche di crosta continentale. Questi blocchi definiscono complessivamente un'area continentale allungata in senso est-ovest nota dalla letteratura geologica come Cimmeria, comprendente come elementi maggiori Turchia, Iran, Afghanistan, Sud Tibet e gran parte dell'Indocina e della Malaysia, che separa i due corridoi oceanici. Come si vede, l'area corrispondente all'Italia odierna si trova in una posizione prossima alla giunzione tra le aree in espansione e in subduzione neo e palo-tetidee, e costituisce di fatto l'elemento più occidentale dei blocchi cimmerici, almeno per quanto concerne la microplacca di Apulia sensu stricto (Stampfli et al., 2002). Il blocco sardo-corso era invece ancora solidale con la Laurasia meridionale (attuali Spagna e Francia meridionale).

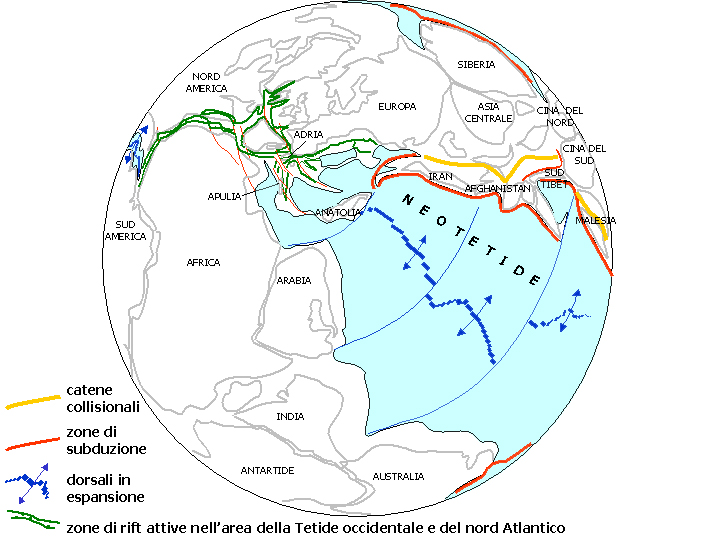
Rappresentazione della Terra al passaggio Retico-Hettangiano (Giurassico Inferiore). È avvenuta la collisione tra le micro-placche cimmeriche e il margine meridionale di Laurasia, con le prime fasi dell'orogenesi cimmerica. Inizia la subduzione della crosta oceanica della Neotetide. Persistono e si espandono ancora nel settore nord-occidentale della Tetide i piccoli bacini oceanici originatisi nel Trias Medio. Si attiva il rift del Nord Atlantico e inizia la separazione tra Laurasia e Gondwana; la micro-placca Adria è attivamente interessata da fasi tettoniche distensive in conseguenza dell'incipiente apertura della Tetide alpina. Stampfli e Borel, 2002. Modificato.

Questa collocazione geodinamica ebbe notevoli ripercussioni nell'assetto deposizionale e strutturale dell'Italia di allora, con l'alternanza e l'interferenza di fasi tettoniche distensive di rift, connesse all'apertura del nuovo oceano meridionale, e compressive, collegate alla progressiva chiusura dell'area oceanica settentrionale. L'alternanza di queste fasi tettoniche determinò una notevole differenziazione paleogeografica, con lo sviluppo di aree di alto e di basso strutturale, e un'attività vulcanica di rilievo nel Triassico Medio e Superiore, accompagnata dall'emersione ed erosione di vaste aree.
Tra il Triassico superiore e il Giurassico inferiore, la progressiva chiusura della Paleotetide portò, con la quasi completa subduzione della crosta oceanica della paleotetide, alla collisione dei blocchi cimmerici con il margine euro-asiatico di Laurasia (la parte settentrionale della Pangea). Questo fenomeno dovrebbe essere, in estrema sintesi, all'origine di una fase tettonica compressiva (Garzanti, 1985) che nel Ladinico superiore e nel Carnico interessò l'area sudalpina (Lombardia e Dolomiti), con lo sviluppo di un vulcanismo di arco al margine meridionale dell'area sudalpina.
La successiva apertura dell'Atlantico settentrionale e della sua propaggine più orientale (la cosiddetta Tetide Alpina), portando alla separazione graduale di Laurasia (Pangea settentrionale) e Gondwana (Pangea meridionale), determinò nel tardo Triassico (Retico) e nel Lias una fase tettonica estensionale con il collasso generalizzato delle piattaforme carbonatiche al margine meridionale della Tetide Alpina, nell'area corrispondente alla microplacca Adria (Alpi meridionali e Italia peninsulare, esclusa l'attuale Puglia e il Gargano).

## Triassico Inferiore
Come è noto, il limite tra Permiano e Triassico, coincidente con quello Paleozoico-Mesozoico corrisponde ad un evento primario di estinzione di massa. Il Trias Inferiore è quindi anche in Italia, almeno alla sua base, paleontologicamente caratterizzato da fossili relativamente scarsi e faune piuttosto povere, poco diagnostiche dal punto di vista biostratigrafico, sebbene nel corso dello Scitico si assista ad una nuova progressiva differenziazione biologica. Le comunità biologiche di piattaforma carbonatica (come i coralli e le alghe calcaree) sono ancora assai poco sviluppate e non originano biocostruzioni significative (che invece diventeranno la nota dominante dei depositi triassici successivi).
Il Trias Inferiore è rappresentato in Italia da depositi di spessore piuttosto limitato e da facies relativamente poco variate, conosciute in affioramento nell'area alpina e nella Sardegna settentrionale. Questi sedimenti evidenziano una polarità ben precisa nel ciclo sedimentario. Alla base si trovano depositi di scarso spessore, prevalentemente arenacei e conglomeratici nelle Alpi Occidentali e in Sardegna, rappresentanti sedimenti litorali trasgressivi sulle facies continentali paleozoiche. Queste unità sono riferite tradizionalmente alla “facies germanica” o Buntsandstein (“Arenarie Varicolori”). Verso Est, nell'area lombarda, queste passano lateralmente a depositi misti marino-marginali spessi fino a un centinaio di metri circa. Questi ultimi passano successivamente, nell'area veneto-friulana, a depositi più francamente marini, con frazione carbonatica e contenuto faunistico sempre più abbondante, con spessori da 300 m fino a oltre 500 m. In quasi tutta l'area alpina centro-orientale (Lombardia centro-orientale, Veneto e gran parte del Friuli), i depositi scitici sono suddivisibili verticalmente in tre unità principali:
- un'unità marnoso-dolomitica basale, di ambiente da intertidale a subtidale;
- un'unità calcareo-oolitica intermedia, di ambiente subtidale a bassa profondità e ad alta energia;
- un'unità superiore pelitico-siltoso-calcarea di ambiente neritico, con fossili marini anche pelagici (tra cui Ammoniti).

Questa unità è definita tradizionalmente dagli Autori italiani Servino in Lombardia e Formazione di Werfen nell'area veneto-friulana. La separazione tra le due denominazioni formazionali è posta tradizionalmente nell'area delle Valli Giudicarie.
In Lombardia orientale, la successione scitica è chiusa verso l'alto da sedimenti dolomitici con lenti di gesso, di ambiente intertidale e sopratidale, riferiti alla Carniola di Bovegno e, nei termini più francamente dolomitici, alla Dolomia di Elto. Questa unità non è presente nell'area più orientale (Dolomiti), a causa di una fase orogenetica successiva (medio-triassica) che portò all'emersione e quindi parziale erosione della successione scitica.
Lo scenario litostratigrafico descritto è interpretabile come il risultato di un evento generalizzato di trasgressione marina che si è realizzata gradualmente nel corso dello Scitico, con avanzamento progressivo del mare da Est ad Ovest. Verso la fine dello Scitico si ha una tendenza regressiva causata da una diminuzione della subsidenza e da un aumento dell'attività tettonica.

## Triassico Medio

Mappa geologica d'Italia

Il Triassico Medio ha caratteri peculiari cui concorrono vari fattori:
- La ripresa della differenziazione biologica dopo la crisi del limite permo-triassico, già avviata nel Trias inferiore,  si fa esplosiva. Nell'Anisico riacquistano vigore le comunità di piattaforma carbonatica: ricompaiono fra l'altro i coralli, che danno un contributo significativo alla sedimentazione con la formazione di piattaforme e scogliere biocostruite. Si espandono di nuovo i Brachiopodi e acquistano nuova importanza nel benthos i Bivalvi e i Gasteropodi. Le Ammoniti riprendono a differenziarsi, con forme a sutura ceratitica e ammonitica, e subiscono una rapida evoluzione che le porta a costituire uno dei principali strumenti della biostratigrafia nelle aree a sedimentazione di bacino. La proliferazione di organismi con parti dure calcaree permette di fissare il carbonato di calcio nei sedimenti, consentendo la deposizione di carbonati anche nelle aree bacinali.
- Una tendenza trasgressiva generalizzata, connessa ad un innalzamento eustatico generalizzato (sia pure con fasi regressive minori), tende a portare in tutta l'area mediterranea centro-occidentale condizioni prevalentemente marine (anche se l'impostazione di facies marine non è ovunque isocrona).
- L'attività tettonica subisce un incremento in tutta l'area italiana e porta ad una notevole differenziazione paleogeografica tra aree di soglia, spesso a sedimentazione carbonatica organogena, e aree bacinali a sedimentazione mista. Questa attività, di tipo distensivo, è connessa ad una fase di rift più ampia di cui si riscontrano le tracce dall'area nord-atlantica americana al Mediterraneo centro-occidentale (Cordigliera Betica, Italia e Dinaridi), che portò alla graduale frammentazione del supercontinente Pangea con l'ampliamento dell'area oceanica della Neotetide.  L'attività vulcanica connessa a questa fase tettonica diviene sempre più intensa nel corso del Trias Medio in Italia settentrionale, ove si irradia da centri eruttivi situati in parte nell'attuale area sudalpina (Lombardia, Dolomiti, Carnia) e soprattutto nel sottosuolo dell'attuale Pianura Padano-Veneta.  Questo vulcanismo[3] è di tipo acido, di arco magmatico, e presuppone un'attività di subduzione al margine settentrionale dell'area oceanica paleotetidea in fase di chiusura, la cui precisa collocazione geodinamica è ancora oggetto di dibattito.

### Alpi Meridionali
In corrispondenza del passaggio tra Trias Inferiore e Medio, la regione alpino-dinarica fu interessata da una fase orogenetica (fase montenegrina), che causò diffusi fenomeni di erosione e risedimentazione. Questo evento si manifesta con la presenza di estese lacune stratigrafiche, di superfici di discordanza e di corpi sedimentari a brecce e conglomerati nell'Anisico superiore (Conglomerato di Richthofen e Breccia di Ugovizza), soprattutto nell'area sudalpina orientale (Dolomiti e Alpi Giulie). Le unità con età anisica inferiore e media sono presenti solamente dove la Breccia di Ugovizza o il Conglomerato di Richthofen non insistono direttamente su unità del Permiano o del Triassico inferiore.
Durante l'Anisico, l'area sudalpina inizia a differenziarsi in varie province paleogeografiche con caratteri strutturali e sedimentari diversi, che verranno sempre più accentuandosi nel corso del Mesozoico. Durante il Triassico Medio inizia anche a manifestarsi un'attività vulcanica di arco magmatico, simile a quella degli attuali archi insulari del Pacifico (come ad esempio l'Indonesia), che si evidenzia con la presenza di piccoli corpi intrusivi, colate laviche e orizzonti tufitici. I centri eruttivi potevano trovarsi verso Sud, in corrispondenza dell'attuale area padana, ed aumenteranno la loro attività nel Triassico Superiore. La subsidenza tende progressivamente ad aumentare nel corso del Trias Medio per opera dell'attività tettonica.
Durante l'Anisico, le comunità di piattaforma carbonatica e scogliera biocostruita iniziano di nuovo a differenziarsi e ad espandersi, portando all'instaurazione di nuove piattaforme che si localizzano sulle aree strutturalmente rilevate, con subsidenza minore, mentre nelle aree più subsidenti a vocazione di bacino si depongono serie miste (terrigeno-carbonatiche).
Questa situazione si esprime in una nomenclatura litostratigrafica di estrema complessità, con unità spesso di limitata estensione laterale e di significato locale.
Per evitare un'eccessiva dispersività, nella descrizione che segue le formazioni geologiche vengono ricondotte a due “macrofacies” principali: piattaforma carbonatica e bacino (o altofondo) a sedimentazione mista. Ovviamente, si tratta di una semplificazione per fini esclusivamente espositivi e si rimanda alla letteratura per un dettaglio maggiore.

#### Lombardia Occidentale

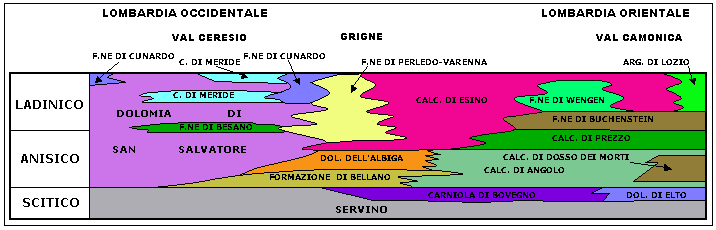
Schema dei rapporti tra le unità stratigrafiche del Triassico Inferiore e Medio in Lombardia. Gli spessori formazionali non sono rispettati. Da Desio, 1973; Gaetani et al., 1986. Modificato

Nell'area più occidentale (dal Lago Maggiore al Monte Campo dei Fiori), prevalgono le facies di piattaforma carbonatica, rappresentate dalla Dolomia di San Salvatore, che verso Est passano gradualmente per eteropia laterale a facies bacinali argillose e calcareo-marnose. Il primo evento a sedimentazione bacinale avviene intorno al passaggio Anisico-Ladinico, con la Formazione di Besano (nota dagli Autori meno recenti con il nome di Scisti Bituminosi di Besano oppure Grenzbitumenzone) come un orizzonte di spessore limitato (fino a una sessantina di metri) di dolomie e argilliti bituminose sottilmente stratificate, famoso per la ricchezza del contenuto in fossili di vertebrati (pesci e rettili), molluschi, crostacei, insetti e frammenti di vegetali.  Nel Ladinico, dopo una breve ripresa delle facies di piattaforma della Dolomia di S. Salvatore, si depone a Ovest del Monte Minisfreddo una potente serie di calcari marnosi e marne, spesso bituminose, con spessore fino a 600 m circa, nota come Calcare di Meride. Per quanto generalmente poco fossilifera, anche questa unità contiene localmente orizzonti ricchi di fossili, con contenuto faunistico simile a quello della Formazione di Besano, per quanto dominato da associazioni oligotipiche (costituite cioè da poche specie). La frequenza di facies bituminose evidenzia la presenza di eventi anossici nel Trias medio, la cui diffusione e il cui significato è ancora in gran parte congetturale. Verso Est e verso Sud, la parte superiore della Dolomia di San Salvatore passa lateralmente per eteropia ad una unità calcarea sottilmente stratificata, con noduli di selce, di ambiente bacinale, talora con Ammoniti (Formazione di Cunardo), datata al Ladinico superiore.

#### Lombardia Centro-orientale
Durante l'Anisico tendono a prevalere facies marine neritiche (depositi sublitorali di bassa profondità) costituite dal Calcare di Angolo, un'unità che affiora con continuità e relativa uniformità di facies in tutta l'area lombarda con spessori variabili da 150–200 m nel Lecchese e nel Bergamasco occidentale fino a circa 700 m in Val Camonica. Si tratta di calcari sottilmente stratificati, con giunti argillosi, caratterizzati da un tipico aspetto “nodulare” degli strati. Alcuni orizzonti verso la sommità della formazione sono riccamente fossiliferi, soprattutto a Brachiopodi (Banco a Brachiopodi). Le facies marine di bassa profondità del Calcare di Angolo passano lateralmente con gradualità verso nord-ovest alle facies transizionali e continentali silicoclastiche della Formazione di Bellano. Questa unità stratigrafica, spessa fino a 150 m, è caratterizzata da arenarie e conglomerati in strati e banchi metrici con frequenti contatti erosivi, e costituisce un'associazione di conoide alluvionale. La Formazione di Bellano si sviluppa principalmente dalla parte occidentale delle Grigne all'area del Monte Grona, fino al Lago di Lugano (Monte San Giorgio), ed evidenzia la presenza di un'area emersa in corso di erosione tra l'Anisico inferiore e l'Anisico superiore, verosimilmente collegabile ad un incremento dell'attività tettonica. Le facies marine di piattaforma carbonatica sono ancora poco sviluppate e localizzate nelle Grigne (Dolomia dell'Albiga), in Val Camonica (Calcare di Camorelli) e nelle Giudicarie (Calcare di Dosso Alto).

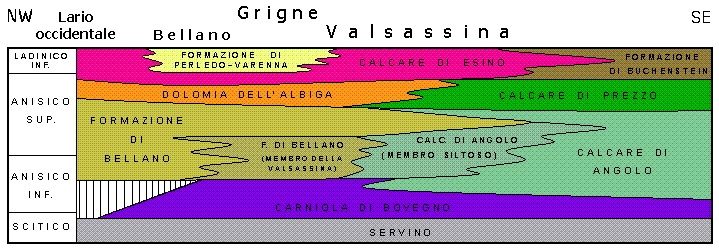
Schema di dettaglio dei rapporti tra le unità stratigrafiche fra Triassico Inferiore (Scitico terminale) e Triassico Medio (Anisico-Ladinico basale) in Lombardia centro-occidentale. Gli spessori formazionali non sono rispettati. Da Gaetani et al., 1986. Modificato.

Sul versante occidentale delle Grigne, alle facies di piattaforma della Dolomia dell'Albiga succedono nell'Anisico superiore e nel Ladinico i sedimenti bacinali della Formazione di Perledo e Varenna: calcari marnosi neri bituminosi con marne e orizzonti tufitici ed episodi di brecce, talora fossiliferi a pesci, rettili, crostacei e molluschi.
A partire dal versante orientale delle Grigne per tutta la Lombardia centro-orientale, le facies bacinali sono rappresentate dalla serie seguente:
- Calcare di Prezzo (Anisico): una successione di calcari neri alternati a marne di spessore crescente da occidente (una cinquantina di metri) a oriente (fino a un centinaio di metri). Gli strati sommitali della formazione sono riccamente fossiliferi ad Ammoniti, Nautiloidi, Bivalvi e Brachiopodi, che ne hanno permesso la datazione accurata all'Anisico superiore.
- Formazione di Buchenstein (Anisico superiore-Ladinico inferiore). Calcari grigio-nerastri sottilmente stratificati alternati a marne, con orizzonti tufitici. Spessore intorno al centinaio di metri. Sono presenti faune ad Ammoniti e Bivalvi pelagici che indicano un ambiente marino relativamente aperto e profondo.
- Formazione di Wengen (Ladinico superiore). Marne e argilliti con livelli arenacei e talora tufacei. Fossili localmente abbondanti, con faune ad Ammoniti e Bivalvi pelagici. Localmente, tra la Val di Scalve e la Val Camonica, sono presenti equivalenti laterali della Formazione di Wengen. Si tratta dell'Argillite di Lozio, una monotona serie di argilliti nerastre e marne di difficile datazione per l'assenza di fossili.

Lateralmente alle facies bacinali, nell'area delle Grigne in Lombardia centrale e nell'area dei massicci della Concarena e del Pizzo Badile Camuno in Lombardia orientale, si sviluppano nell'Anisico superiore e nel ladinico potenti serie di piattaforma carbonatica note sotto il nome di Calcare di Esino. Gli spessori (da alcune centinaia di metri fino a un migliaio di metri), sono complessivamente superiori a quelli totali delle serie bacinali eteropiche. Mentre le biocostruzioni anisiche costituivano banchi di spessore limitato e verosimilmente poco rilevati rispetto alle aree bacinali circostanti, le piattaforma ladiniche tendevano a crescere rapidamente compensando l'aumento della subsidenza e mantenendosi entro la zona fotica, ed a esportare materiale carbonatico entro le aree di bacino circostanti, progradando sopra le facies bacinali. Il Calcare di Esino è localmente molto ricco di fossili (Gasteropodi, Bivalvi e Ammoniti).

#### Veneto e Trentino
Nell'Anisico inferiore, al di sopra della Formazione di Werfen, si depongono sedimenti piuttosto eterogenei di mare relativamente basso (neritici), comprendenti sia carbonati in facies di laguna con apporti terrigeni fini (Strati a ''Dadocrinus gracilis'', che termini argillosi, arenacei, calcarei, localmente con livelli conglomeratici (Gruppo di Braies), per uno spessore fino a circa 350 m. Successivamente, tendono ad impostarsi facies di piattaforma in tutta l'area dolomitica (Dolomia del Serla e Calcare del Contrin).
Nel Ladinico, si assiste ad una marcata frammentazione paleogeografica della regione, in conseguenza dell'accentuarsi dell'attività tettonica, con aree a diversa subsidenza, che porta alla formazione di bacini e piattaforme di limitata estensione laterale.
Le unità di bacino sono rappresentate da termini simili a quelli già citati per il Trias lombardo, che qui raggiungono gli spessori massimi e una notevole varietà litologica, anche per la frequenza di episodi deposizionali di origine vulcanica.
- Formazione di Livinallongo-Buchenstein, dell'Anisico medio-superiore. Calcari e selci sottilmente stratificati, calcari laminati e calcari nodulari. Sono presenti, di solito nella parte intermedia della formazione, livelli tufitici noti come Pietra Verde del Cadore. L'unità raggiunge spessori complessivi intorno ai 300 m.
- Formazione di Wengen-La Valle, del Ladinico. Spessori fino a 600 m di marne, argilliti con sottili strati di arenaria fine siltosa e silt di origine torbiditica, con livelli tufitici. Talora abbondanti i fossili, soprattutto Ammoniti e Bivalvi pelagici.

I termini descritti sono interpretabili come sedimenti depositatisi in bacini in graduale approfondimento. La doppia denominazione delle due formazioni (tedesca-italiana) è nata nell'area dolomitica ed è tuttora applicata nella letteratura scientifica che si riferisce all'area veneto-trentina, mentre in Lombardia curiosamente prevale la denominazione germanica.

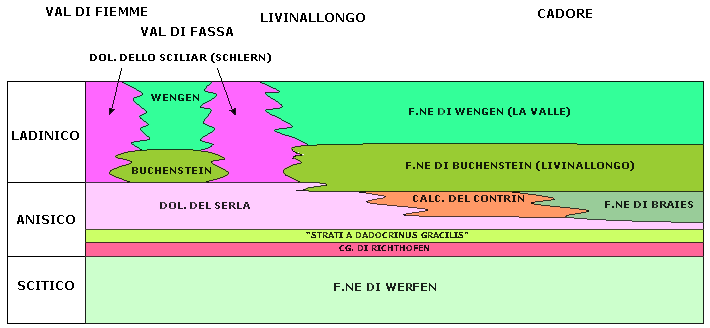
Schema dei rapporti tra le unità stratigrafiche del Triassico Inferiore e Medio in Dolomiti. Gli spessori formazionali non sono rispettati. Da vari Autori, modificato

Le unità di piattaforma sono rappresentate da vari complessi noti dalla letteratura geologica con denominazioni formazionali locali. L'unità più diffusa è la Dolomia dello Sciliar  (o Dolomia dello Schlern), che compone ad esempio i massicci del Catinaccio, dello Sciliar, del Sassolungo, del Gruppo del Sella e delle Pale di San Martino,  formando biocostruzioni di spessore fino ad un migliaio di metri spesso con i margini originali conservati e caratterizzati da clinostratificazione. Questi margini erano caratterizzati da una certa instabilità di origine tettonica per la presenza di faglie sinsedimentarie o per l'occorrenza di episodi sismici. In prossimità dei margini di piattaforma, si rinvengono olistoliti, cioè lembi e frammenti, anche cospicui, di carbonati franati lungo il margine e ricoperti dai sedimenti bacinali.
Localmente, questa unità si depone in continuità con la Dolomia del Serla, mentre in altri casi la deposizione di piattaforma inizia più tardi, nel Ladinico.
Si tratta generalmente di dolomie in cui il processo di dolomitizzazione ha cancellato gran parte dei fossili e delle strutture sedimentarie, ma localmente (Calcare della Marmolada, nelle Dolomiti occidentali), la litologia e le tessiture e strutture originarie sono conservate, come pure una ricca fauna a Crinoidi, Coralli, Bivalvi, Gasteropodi. Si tratta di margini di piattaforma caratterizzati da abbondanza di detrito bioclastico e intraclastico.
La parte interna dei massicci di piattaforma è caratterizzata da sedimenti carbonatici meglio stratificati (Calcare del Latemar e Dolomia della Rosetta), facies di laguna protetta (talora ristretta, con calcari bituminosi) spesso ricche di fossili.

#### Alpi Carniche e Giulie
La parte orientale della Carnia è sede di un'intensa attività tettonica all'inizio del Trias Medio, che porta all'individuazione di una dorsale delimitata da faglie. La presenza di questo elemento strutturale condiziona la sedimentazione in tutto il periodo in esame, con la presenza di estesi e potenti corpi di brecce (Breccia di Ugovizza). Di conseguenza, il quadro stratigrafico è estremamente complesso e solo in parte formalizzato, e viene qui riportato per sommi capi.

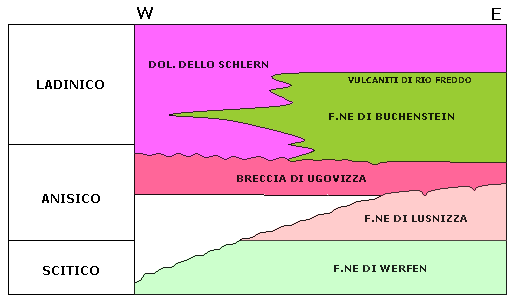
Schema dei rapporti tra le unità stratigrafiche del Triassico Inferiore e Medio dalla Carnia orientale alle Alpi Giulie. Gli spessori formazionali non sono rispettati. Da vari Autori, modificato

Dalla Carnia e Alpi Giulie al tarvisiano, le facies di piattaforma si impostano dall'Anisico con la Formazione di Lusnizza, fino a 300 m di spessore di dolomie intertidali. Questo complesso di piattaforma passa lateralmente ed è in parte ricoperto da brecce (fino a 400 m di spessore) derivate dallo smantellamento della dorsale carnica (Breccia di Ugovizza).
Il Ladinico è caratterizzato da facies di piattaforma della Dolomia dello Schlern, con serie ridotte per la presenza del paleoalto carnico, mentre a oriente e a occidente si sviluppano potenti successioni di bacino riferibili alla serie classica della Formazione di Buchenstein e della Formazione di Wengen, con significativi livelli vulcanitici (Vulcaniti di Riofreddo dell'area giuliana). Localmente (Monte Clapsavon), sulle facies di piattaforma del Ladinico inferiore si impostano calcari nodulari rossi in facies di Rosso Ammonitico, che indicano un brusco annegamento delle facies di piattaforma sottostanti e il passaggio a condizioni pelagiche.

### Appennino Centro-settentrionale
Nella Toscana occidentale (dalla Lunigiana alle Alpi Apuane), si riscontra una successione autoctona con caratteri peculiari. Il Trias giace qui in discordanza sulla serie paleozoica metamorfica (Carbonifero e Permiano), con un'estesa lacuna temporale indicata dall'assenza di sedimenti scitici e anisici. La deposizione inizia entro il Ladinico, con sedimenti prevalentemente terrigeni e debolmente metamorfici: conglomerati quarzosi, quarziti (derivate dal metamorfismo di arenarie), filladi (derivate dal metamorfismo di argille) e limi. Questa serie è nota come Gruppo del Verrucano (dal Monte Verruca, situato tra le province di Pisa e Lucca). Si tratta di una denominazione storica e in corso di revisione: è infatti evidente la possibilità di confusione con il Verrucano Lombardo di età permiana. Per questo, diversi Autori definiscono l'omonima sequenza toscana come “Verrucano Triassico” o “Verrucano tipico”. Nel Verrucano sono presenti calcari di piattaforma debolmente metamorfici (marmi), il cui contenuto fossilifero superstite permette la datazione al Ladinico. Si tratta nel complesso di una successione di sedimenti di ambiente deltizio e litorale in cui potevano svilupparsi limitate bioherme carbonatiche lateralmente alle direttrici principali degli apporti terrigeni.

### Appennino Meridionale
Affiorano nell'Appennino meridionale (Campania e Basilicata) limitati lembi alloctoni di Trias medio, in parte soggetti a debole metamorfismo, riuniti nella “successione lagonegrese” dalla maggior parte degli Autori. I termini stratigrafici del Trias Medio sono rappresentati dalla Formazione di Monte Facito, comprendente terreni sia terrigeni e misti che carbonatici, questi ultimi di origine biogenica (calcari algali). Questa formazione affiora dal Salernitano all'Appennino Lucano. Nella Calabria settentrionale affiorano termini debolmente metamorfici (filladi, quarziti, dolomie e calcari cristallini), riferibili alla stessa successione. Per quanto gli originali rapporti stratigrafici siano in gran parte obliterati dalla tettonica, si tratta di un contesto piuttosto articolato, comprendente sia aree a sedimentazione bacinale prevalenti, di tipo neritico, che aree a sedimentazione carbonatica di piattaforma.

### Sicilia
Sono presenti in Sicilia settentrionale lembi alloctoni di formazioni triassiche coinvolti nell'orogenesi alpina (frammenti avulsi dal loro contesto originario per opera delle spinte tettoniche e inglobati in sedimenti più recenti). Il Trias Medio è rappresentato dalla parte più bassa stratigraficamente della Formazione Mufara della “successione imerese”, affiorante diffusamente nella Sicilia centro-occidentale (Monti Sicani nord-orientali, Monte Iudica, Palermitano, Madonie occidentali. Si tratta di sedimenti bacinali prevalentemente argilloso-marnosi con locali intercalazioni più grossolane (calcareniti). L'età ladinica dei termini basali della F.ne Mufara è documentata dalla presenza di fossili in brecce di piattaforma intercalate nella successione bacinale (che documentano la presenza di facies di piattaforma carbonatica non rinvenute in posto). La sedimentazione di bacino prosegue nell'area imerese anche in gran parte del Trias superiore. La presenza di termini medio-triassici nella "successione iblea" (Sicilia sud-orientale), rappresentati da dolomie di piattaforma, è ipotizzabile ma non sicuramente documentata.

### Sardegna
Il Trias Medio sardo è di pertinenza europea occidentale (“facies germanica”). Gli affioramenti accertati sono nella parte occidentale dell'isola (Nurra, Arburese e Sulcis). Si tratta di termini dolomitici e calcarei con gessi nella parte inferiore, passanti verso l'alto ad alternanze calcareo-marnose fossilifere a Brachiopodi, Bivalvi e Cefalopodi.

## Triassico Superiore
In estrema sintesi, nel Triassico Superiore prevalsero su vaste aree condizioni di mare relativamente basso o marino-marginali, in un contesto generale europeo e nord-africano dominato da condizioni di mare molto sottile ad elevata salinità. Condizioni di mare più profondo e aperto sono presenti solo localmente nell'attuale Italia settentrionale (Alpi meridionali lombardo-veneto-friulane) e in misura più consistente nell'Italia peninsulare (Lucania) e in Sicilia. I fattori principali che influenzano la sedimentazione durante il periodo in esame sono:
- Una fase di regressione marina generalizzata, con acme nel Carnico, dovuta a fattori climatici a livello globale, con una successiva tendenza trasgressiva nel Norico-Retico
- La presenza di una tettonica sin-sedimentaria compressiva ancora molto sviluppata nel Carnico (fasi labiniche), accompagnata da un vulcanismo di arco magmatico (Garzanti et al., 1995), cui segue una relativa stasi nel Norico e una tettonica di tipo distensivo nel Retico.
- Una crisi biologica generalizzata nel Retico, che portò ad un nuovo decremento delle comunità di piattaforma carbonatica, e alla forte riduzione o all'estinzione di diversi importanti gruppi tassonomici. Questo dato influenza anche la scala cronostratigrafica, con una minore precisione nel Retico dovuta alla scarsa differenziazione e diffusione di indicatori biostratigrafici come ad esempio le Ammoniti.

### Alpi Meridionali
Nell'area corrispondente alle attuali Alpi meridionali, dalla Lombardia occidentale al Friuli, si trovano nel Carnico depositi misti (terrigeno-carbonatici) e transizionali (di ambiente costiero o comunque marino-marginale), che riflettono una situazione paleo-geografica molto articolata, in parte ereditata dal Trias medio. Il Carnico rappresenta in generale un periodo di regressione marina, conseguente a diverse fasi orogenetiche (fasi labiniche) che determinarono un sollevamento generalizzato con l'emersione di vaste aree, accompagnata localmente da un'attività vulcanica di rilievo (ad esempio in Lombardia e nelle Dolomiti). Come conseguenza, i sedimenti clastici di composizione terrigena, derivati dall'erosione di aree continentali, sono molto più frequenti che nei periodi precedenti, soprattutto nell'area lombarda. Il culmine della regressione è dato nella regione sud-alpina da sedimenti in parte evaporitici (anidriti, gessi).
A questi depositi seguono, nel Norico, depositi carbonatici ed evaporitici di notevole spessore (fino a oltre un migliaio di metri), prevalentemente dolomitici (Dolomia Principale), che indicano l'instaurarsi di condizioni marine di bassa profondità, con ambienti di piattaforma biocostruita. Questo tipo di assetto indica un incremento della subsidenza su tutta l'area, in condizioni di relativa stasi tettonica, dopo le fasi tettoniche finali anisico-carniche. Il Retico rappresenta una nuova fase di differenziazione paleo-geografica dovuta ad una ripresa dell'attività tettonica, di tipo distensivo, che segue le ultime fasi compressive carniche e prelude all'apertura dell'oceano della Neotetide nel Giurassico inferiore. 

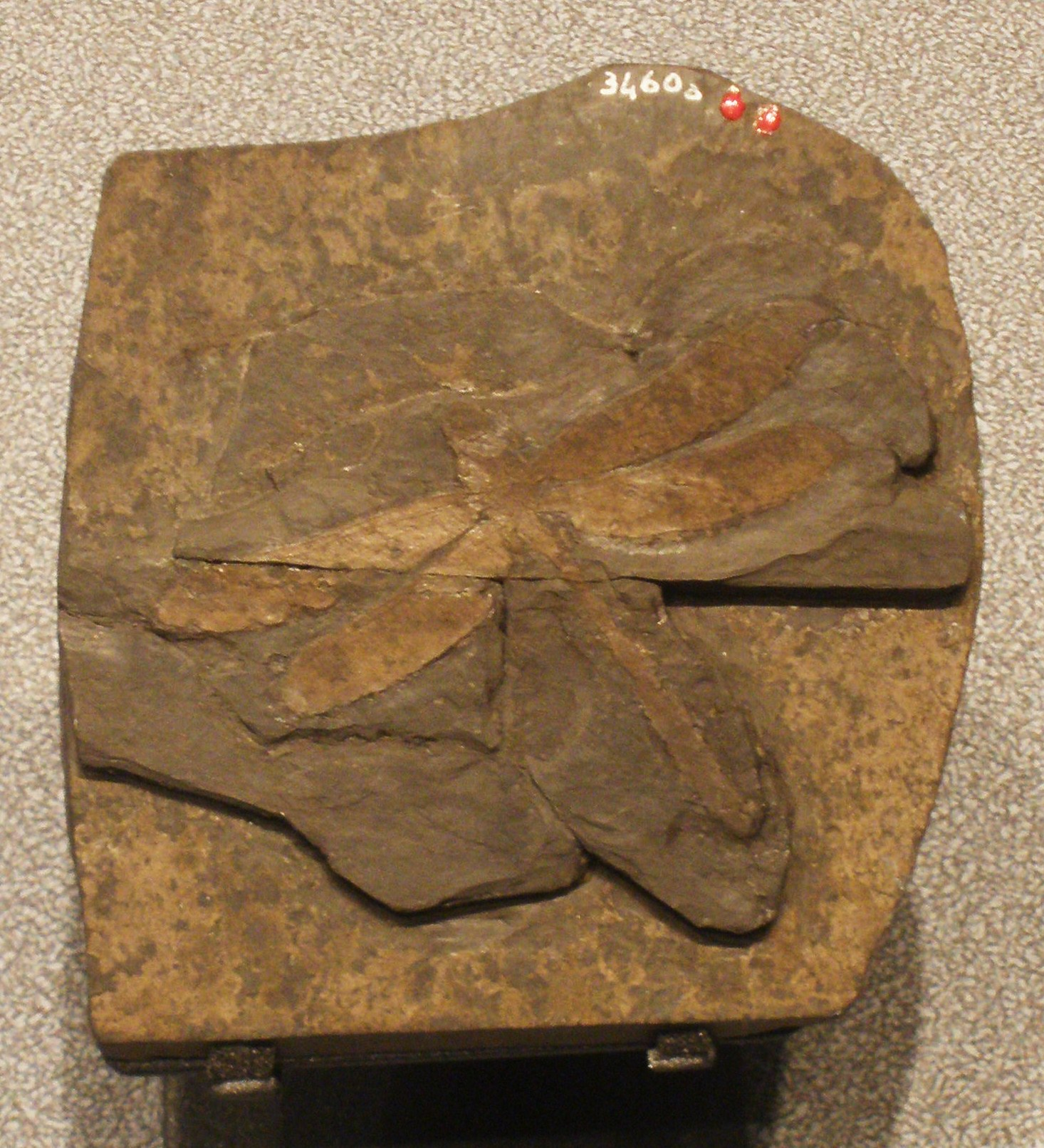
Italophlebia gervasuttii: libellula fossile rinvenuta nelle Argilliti di Riva di Solto

A questa attività si sommano fattori climatici e paleo-ecologici, con decremento delle facies di piattaforma carbonatica organogena e con la diffusione di facies bacinali calcareo-marnose, riccamente fossilifere e con forte contenuto di materiale organico.

#### Lombardia
Le facies di piattaforma carbonatica del Calcare di Esino e della Dolomia di San Salvatore annegano definitivamente alla fine del Ladinico e sono sostituite da sedimenti misti con forte componente terrigena. A occidente (dal Lago Maggiore al Lago di Como), sono presenti argilliti e marne fogliettate con livelli bituminosi e strati carbonatici da centimetrici a decimetrici. Nell'area lariana sono documentate lenti di gesso. Si tratta di un livello di spessore limitato (da poche decine di metri a un centinaio di metri circa), noto come Marna del Pizzella (dal Monte Pizzella, nel Varesotto). Questa formazione è attribuita al Carnico su base biostratigrafica (Gaetani et al., 1986), e risulta di età più recente procedendo da ovest verso est (da Carnico inferiore a Carnico superiore).

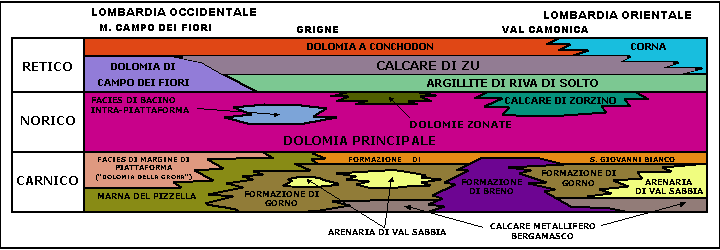
Schema dei rapporti tra le unità stratigrafiche del Triassico Superiore in Lombardia. Gli spessori formazionali non sono rispettati. Da Desio, 1973; Gaetani et al., 1986. Modificato

Procedendo verso ovest, in Lombardia centro-orientale, a sedimenti carbonatici di piana tidale con strutture di emersione (Calcare metallifero bergamasco, del Carnico inferiore), spessi poche decine di metri, segue nel Carnico medio-superiore un complesso sedimentario molto articolato con una tipica tripartizione orizzontale:
- Formazione di Gorno. Alternanze di calcari scuri e marne nerastre, spesso riccamente fossiliferi, rappresentanti sedimenti marini di laguna protetta.
- Arenaria di Val Sabbia. L'area di sedimentazione della Formazione di Gorno è delimitata verso sud da aree a sedimentazione deltizia, con i depositi terrigeni in gran parte vulcanoclastici dell'Arenaria di Val Sabbia. Questa formazione, presente in maniera discontinua dal Bresciano all'area lariana esprime in realtà almeno tre grandi sistemi deltizi: quello più occidentale affiora nell'area tipo della Val Sabbia e in Val Camonica. Quello intermedio (conoide brembana) è presente nell'area tra la Val Brembana e le Grigne orientali. Il sistema deltizio più occidentale (conoide lariana), affiora sul versante occidentale delle Grigne (zona di Lierna), e si distingue dalle precedenti per diversa composizione (componente vulcanica minore e più quarzo, derivato dal basamento cristallino). Questi apparati deltizi si protendevano entro l'area a sedimentazione lagunare della Formazione di Gorno, separati da ampie baie marine.
- Formazione di Breno. Costituisce un complesso di piattaforma carbonatica che bordava verso mare, proteggendola, l'area lagunare della Formazione di Gorno. Si tratta di sedimenti di piana di marea a sedimentazione carbonatica, con frequenti orizzonti di emersione. Affiora prevalentemente nell'area seriano-camuna, spingendosi fino alle Giudicarie.

Verso sud, nell'attuale sottosuolo padano, era situata un'area a vocazione continentale caratterizzata da intensa attività vulcanica di tipo acido, di arco magmatico (Garzanti, 1985).
Il Carnico è chiuso da sedimenti regressivi in parte evaporitici (Formazione di San Giovanni Bianco e Marna del Pizzella pro parte). In Lombardia centro-occidentale (area lariana occidentale e Monte Grona), seguono alla Marna del Pizzella depositi dolomitici brecciati di margine di piattaforma (Dolomia della Grona).
Il Norico è caratterizzato in tutta l'area lombarda dai sedimenti dolomitici di piattaforma carbonatica della Dolomia Principale molto potenti, che possono raggiungere oltre un migliaio di metri di spessore. Si tratta di dolomie cristalline in grossi banchi, cui si alternano dolomie micritiche (a grana finissima) e dolomie stromatolitiche. Questa formazione, apparentemente monotona, costituisce in realtà un complesso sistema sedimentario piuttosto articolato, derivato dall'attività tettonica transtensiva cui è soggetta l'area lombarda, con intercalazioni locali di sedimenti di bacino interno a sedimentazione torbiditica (Val Menaggio), e piccoli bacini chiusi a circolazione ristretta, con sedimenti dolomitici bituminosi (zona di Tremezzo, Val Brembana, Val Trompia e Giudicarie), raggruppati formalmente nell'unità del Gruppo dell'Aralalta, costituito dalle Dolomie Zonate e dal Calcare di Zorzino. La presenza di facies bacinali eteropiche a quelle di piattaforma indica che la parte finale della Dolomia Principale inizia a differenziarsi, con l'individuazione di aree a subsidenza maggiore, talora bordate da faglie sin-sedimentarie (attive cioè contemporaneamente alla sedimentazione). Queste aree definiscono tre bacini principali (area Tremezzina, Bergamasca e area camuna), che raggiungono importanti profondità, fino ad un migliaio di metri di spessore nel caso dell'area del Lago d'Iseo. Si tratta di calcari neri, con caratteristico odore di uova marce per la presenza di idrogeno solforato, alternati a marne. Localmente (Endenna, Cene) sono state rinvenute ricche faune a vertebrati (pesci e rettili), tra cui il più antico rettile volante conosciuto (Eudimorphodon ranzii).
A partire dal Norico superiore, entro le aree bacinali, ad eccezione del Varesotto dove si sedimenta un'unità carbonatica di piattaforma (Dolomia di Campo dei Fiori), in tutta la Lombardia centro-orientale, si depongono sedimenti prevalentemente argillosi neri, con subordinate marne argillose e intercalazioni di calcari marnosi e calcari micritici (Argillite di Riva di Solto), che raggiungono il massimo spessore nell'area sebina. Anche questi sedimenti possono essere riccamente fossiliferi a molluschi e, meno frequentemente, a vertebrati (pesci); la presenza di livelli fossiliferi con un numero ridotto di specie indicherebbe un ambiente di acque tranquille e poco profonde, in genere scarsamente ossigenate.
Il Retico lombardo è invece caratterizzato dallo sviluppo di un'unità marcatamente ciclica (Calcare di Zu), suddivisa in 3 membri: questi descrivono l'evoluzione del sistema a partire da cicli costituiti da marne, calcari marnosi e calcari micritici con bivalvi (membro Zu1) passanti a calcari fossiliferi (localmente con sviluppo di colonie di coralli) e calcari bioclastici od oolitici con strutture sedimentarie come laminazioni unidirezionali, riconducibili a dune subacquee (membro Zu2), e infine a marne con superiormente calcari ricchi di fossili, tra cui foraminiferi bentonici, coralli, spugne calcaree e bivalvi tra cui Megalodonti (membro Zu3). La sovrapposizione verticale di questi litotipi e facies definisce una tendenza regressiva, con passaggio da ambienti di rampa esterna a bassa energia con fondali ossigenati (membro Zu1), ad ambienti di minor profondità (membro Zu2) fino ad ambienti di mare basso di rampa interna (membro Zu3).
La successione Triassica lombarda risulta limitata superiormente da due unità litostratigrafiche, entrambe di recente formalizzazione: la Formazione di Malanotte e la Formazione dell'Albenza (Dolomia a Conchodon auct.). Nel caso della prima unità, gli studi eseguiti in tutta la Lombardia hanno posizionato alla base o all'interno della formazione il limite Triassico-Giurassico ed interpretato questa successione di argilliti-marne, calcari micritici (soprattutto nell'area sebina) e calcareniti bioclastiche-oolitiche come l'espressione locale dell'estinzione di fine Triassico.
La sovrastante Formazione dell'Albenza, nel 2008, è stata soggetta ad una revisione sedimentologica (la litologia è prevalentemente calcarea, con intercalazioni di livelli dolomitici molto subordinate, e non sono presenti esemplari di Conchodon) e stratigrafica, che ha collocato l'unità all'interno del periodo Hettangiano, e dunque all'interno del Giurassico.
La revisione stratigrafica ha riguardato anche la formazione della Corna, presente in Lombardia Orientale (tra la Val Trompia e la Gardesana occidentale); le facies di piattaforma peritidale sono date da calcari fini e calcareniti con intraclasti, ooidi, brachiopodi, gasteropodi, crinoidi, echinoidi e foraminiferi bentonici, cui si associano zone con dolomie massicce, micro e macro-cristalline con aspetto saccaroide. Questa piattaforma risulta limitata all'intervallo tra l'Hettangiano e il Sinemuriano inferiore, dunque eteropica almeno alla Formazione dell'Albenza e al Calcare di Sedrina.

### Veneto e Trentino
Nell'area dolomitica il Triassico superiore inizia con i sedimenti bacinali della Formazione di San Cassiano (Ladinico terminale - Carnico inferiore), che affiora estesamente nell'area ampezzana e nel Cadore. Si tratta di marne grigie e rossastre con intercalazioni calcaree di origine detritica, arenarie vulcanoclastiche di spessore centimetrico-decimetrico e livelli tufacei. I sedimenti della Formazione di San Cassiano rivelano all'analisi sedimentologica una tendenza generalizzata alla diminuzione della profondità (Wendt e Fürsich, 1980) verso l'alto, con la graduale evoluzione da sedimenti di bacino profondo, più fini e scarsamente fossiliferi, a bacino poco profondo e più ossigenato, pendio, e infine a sedimenti più carbonatici di acqua bassa, fossiliferi e con occasionali biocostruzioni a coralli. L'unità è spesso riccamente fossilifera a Lamellibranchi, Gasteropodi, Cefalopodi (Ammoniti), Echinodermi, Poriferi (spugne), Coralli, Brachiopodi. Sono state rinvenute da studiosi e appassionati a partire dalla metà del diciannovesimo secolo oltre 1400 specie, sovente con caratteri endemici. Lo stato di conservazione di queste faune è spesso eccellente, tanto da mantenere la microstruttura originale dello scheletro o del guscio, e perfino tracce della colorazione originale. Le faune sono in parte autoctone, e in parte alloctone, entro livelli rimaneggiati derivanti da periodici franamenti dalle aree di piattaforma carbonatica circonvicine. I livelli risedimentati, potevano assumere carattere di olistostromi, con blocchi anche di notevoli dimensioni (Calcare di Cipit).
Le facies di piattaforma sono rappresentate dalla parte superiore della Dolomia dello Schlern, cui segue entro il Carnico inferiore la Dolomia Cassiana. Entrambe passano lateralmente per eteropia di facies e in parte ricoprono la Formazione di San Cassiano. La Dolomia Cassiana è un'unità di spessore variabile da zero fino a 500-600 metri composta da dolomie massive o in banchi metrici amalgamati, fossilifere principalmente a Coralli e Gasteropodi, prevalentemente allo stato di modelli interni per la dissoluzione delle parti mineralizzate originarie e in seguito al processo di dolomitizzazione. La parte terminale delle facies di piattaforma carniche prende il nome di Dolomia di Dürrenstein. Questa unità, dello spessore di 100-150 metri, ben stratificata a differenza dei sedimenti di piattaforma sottostanti, è riconoscibile dalle Dolomiti orientali, al Cadore, alla Carnia occidentale, ed è riferibile ad un ambiente di piana tidale (piana di marea) a sedimentazione carbonatica, periodicamente invasa da sedimenti arenacei di origine continentale da un'area emersa posta a sud e sud ovest dell'area cadorina (Pisa et al., 1980), verosimilmente in continuità con la “cintura vulcanica” posta nell'attuale area padana.
Nel Carnico sommitale, la tendenza regressiva culmina nei sedimenti argilloso-marnosi varicolori, calcareo-dolomitici ed evaporitici del Gruppo di Raibl, che ricopre i precedenti sedimenti di piattaforma e di bacino su tutta l'area. Questa unità, in realtà internamente molto eterogenea, costituisce un orizzonte di notevole continuità laterale, spesso da pochi metri fino a circa un centinaio di metri, caratterizzato morfologicamente e topograficamente con subitanee variazioni di pendenza per l'elevata erodibilità. È riferibile ad un complesso di mare molto basso, in parte lagunare, a sedimentazione terrigena o mista, talora evaporitica (soprattutto nella parte orientale dell'area dolomitica).
Nel Norico-Retico, La Dolomia Principale segna una nuova tendenza trasgressiva con l'impostazione di sedimenti lagunari e di piana di marea, di spessore variabile da 250 a circa 1500 m, in aumento dalle Dolomiti occidentali alla parte orientale dell'area dolomitica.

### Italia centro-meridionale
Nell'odierna area peninsulare, l'area toscana presenta un'evoluzione simile a quella sudalpina, con depositi misti di mare basso nel Carnico, cui seguono nel Norico facies carbonatiche di piattaforma interna ed evaporitiche, e nel Retico facies calcareo-marnose.
Nell'Italia centro-meridionale si ha una netta differenziazione tra aree a vocazione di piattaforma carbonatica (area campano-laziale), sviluppate dalla zona del Gran Sasso alla Calabria, e aree a vocazione di bacino (il “Bacino Lagonegrese” degli Autori), sviluppate nell'area tra Campania meridionale e Lucania, con serie pelagiche calcareo-marnose e calcareo-silicee spesso riccamente fossilifere. Una situazione analoga è presente in Sicilia, con facies pelagiche carniche affioranti in Sicilia centro-settentrionale, cui seguono termini dolomitici di piattaforma (complesso Panormide), mentre nella parte sud-occidentale dell'isola si presentano facies prevalentemente carbonatiche di piattaforma, in continuità con le aree di piattaforma della Tunisia e della Libia settentrionale.
L'area descritta, contraddistinta durante tutto il periodo in esame da facies marine o transizionali, era circondata da aree con forte carattere evaporitico.
Queste sono rappresentate a est dalla fascia corrispondente al margine adriatico, dalle Marche alla Puglia, in cui il Trias Superiore è costituito da potenti successioni dolomitiche in facies di Dolomia Principale ed evaporitiche (Anidriti del Burano). Quest'area fa parte di un grande bacino evaporitico sviluppato nell'area dell'odierno Mare Adriatico, dalla Croazia alla Grecia occidentale.
A ovest, nell'area delle attuali Alpi occidentali e in Sardegna, il Triassico superiore è in “facies germanica”, ed è caratterizzato da depositi evaporitici (gessi, anidriti) e da carbonati di mare molto basso simili a quelli del bacino provenzale.
A sud, le facies di piattaforma della Sicilia fanno transizione al bacino evaporitico tunisino-algerino.